# Comté de Collie
Le Comté de Collie est une zone d'administration locale dans le sud-ouest de l'Australie-Occidentale en Australie à environ 200 km au sud de Perth. 
Le comté est divisé en un certain nombre de localités :
- Collie
- Allanson
- Buckingham
- Harris River
- Muja (où se trouve la centrale thermique de Muja)
- Shotts
- Worsley

Le comté a onze conseillers et n'est pas découpé en circonscriptions.